# 陳弘耀
陳弘耀（1964年7月22日—2015年8月27日），是臺灣漫畫家。

## 生平
1964年，出生於臺北市。
就讀於復興美工。1981年，高二時首次以自認非正規美術創作的漫畫作品參加班展，意外搏得許多同學的青睞與讚揚，並得到油畫老師李長發的鼓勵與啟發。同年投稿參加第三屆小咪漫畫新人獎，以《末日》獲得佳作獎。2年後接下電影《魔輪》漫畫版創作，新作《一刀傳》畫了21頁，但因服兵役而停擺。1986年開始在《歡樂漫畫》雜誌推出《大西遊》，1989年在《星期漫畫》雜誌繼續未完成的《一刀傳》，1990年決定棄漫畫就插圖。
因為在家跌倒傷重不治，不幸於2015年8月27日下午2點53分辭世，享年51歲。

## 作品一覽
- 1989年：《一刀傳》 （页面存档备份，存于），時報出版，ISBN 957130669X。
- 1997年：《獸蒲團之偷禽寶鑑》 （页面存档备份，存于），時報出版，ISBN 9571322482。
- 2003年：《倪亞達黑白切》，袁哲生著、陳弘耀繪，寶瓶文化，ISBN 9867883306。
- 2005年：《淘氣神仙～夢之神》，朱曙明改編、陳弘耀繪，彩虹演繹，ISBN 9868074916。
- 2006年：《千年世界盃》，大辣出版社，ISBN 9868193656。
- 2011年：《時間遊戲》

## 外部連結
- airman studio （页面存档备份，存于）
- 漫畫夜行館：陳弘耀的漫畫禁區 （页面存档备份，存于）
- 漫畫家的魔法 - 陳弘耀